# Дерен Сергій Васильович
Сергі́й Васи́льович Дерен (1994—2014) — солдат, Міністерство внутрішніх справ України, учасник російсько-української війни.

## Життєпис
Народився 1994 року в селі Русава (Ямпільський район, Вінницька область). Ріс із сестраи і старшим братом. 2010 року закінчив Русавський НВК; 2013-го — повну загальну середню освіту та кваліфікацію «Оператор комп'ютерного набору 1 категорії. Обліковець з реєстрації бухгалтерських даних 1 категорії» — у Мазурівському аграрному центрі професійно-технічної освіти (Чернівецький район Вінницької області).
У вересні 2013 року прийнятий на військову службу за контрактом — помічник гранатометника, Вінницький полк Західного ОТО. Взимку 2013—2014 року брав участь у виконанні завдань з охорони громадського порядку в Києві під час Революції Гідності. З 28 липня 2014 року брав участь в боях на сході України.
Загинув 21 вересня 2014 року — від осколкового поранення в голову на блокпосту в мікрорайоні «Східний» Маріуполя, де перевіряв транспортні засоби на в'їзді до міста. Незважаючи на проголошений українською стороною режим припинення вогню, того дня група з п'яти терористів на автомобілі почала хаотичний обстріл з міномета, постраждав гвардійський блокпост і сусідні приватні будинки. Тяжкі поранення дістали двоє місцевих жителів: 15-річний хлопець та 36-річний працівник комбінату «Азовсталь», який привіз на блокпост харчі та воду.
Похований у селі Русава Ямпільського району.

## Нагороди і вшанування
- 31 жовтня 2014 року за особисту мужність і героїзм, виявлені у захисті державного суверенітету та територіальної цілісності України, вірність військовій присязі під час російсько-української війни, відзначений — нагороджений орденом «За мужність» III ступеня (посмертно).
- 12 травня 2017 на території військової частини 3008 Національної гвардії України, що дислокується у місті Вінниця, урочисто відкрили меморіал військовослужбовцям цієї частини, які загинули під час військових дій на Сході України.[1]
- медаль УПЦ КП «За жертовність і любов до України» (посмертно)
- Його портрет розміщений на меморіалі «Стіна пам'яті полеглих за Україну» у Києві: секція 4, ряд 7, місце 27
- Наказом Міністра внутрішніх справ України від 16 квітня 2015 року № 444 його прізвище солдата занесено до Книги пам'яті загиблих працівників органів внутрішніх справ України
- Наказом командувача Національної гвардії України від 10 листопада 2014 року № 428 його навічно занесено до списку особового складу патрульного батальйону вінницького полку Західного ОТО НГУ.